# Bürgl (Berg)
Der Bürgl  oder Bürglstein ist ein 745 m ü. A. hoher Berg in der Marktgemeinde St. Wolfgang im Salzkammergut im Bezirk Gmunden. Er befindet sich am Ostufer des Wolfgangsees und überragt diesen um rund 200 Meter. Unmittelbar südlich des Berges befindet sich die Landesgrenze zwischen Oberösterreich und Salzburg, die dort als Seidenfadengrenze bezeichnet wird. Um den Berg führt ein Spazierweg, der an steilen Uferstellen auf Holzbrücken geführt wird. Auf den Gipfel selbst führen nur unmarkierte Steige. 

## Geologie
Der Bürgl besteht aus Plassenkalk. Der mächtige Traungletscher verzweigte sich bei Bad Ischl und floss mit einem Seitenast durch das Ischltal über den Wolfgangsee zum Mondsee. Der Berg blieb auf Grund der Härte des Gesteins unter dem Gletscher erhalten. An der Südflanke befindet sich ein kleiner Geopark. Schautafeln informieren über die Geologie der Wolfgangsee-Region und die wichtigsten Gesteine der Umgebung sind ausgestellt. An der Nordflanke befinden sich Überreste von Stollen, die im Mittelalter zum Abbau von geringen Mengen von Eisenerz genutzt wurden.

## Karten
- ÖK 50, Blatt 95 Sankt Wolfgang im Salzkammergut